# تانکرد، پادشاه سیسیل
تانکرد، پادشاه سیسیل (به انگلیسی: Tancred, King of Sicily)، پادشاه سیسل از سال ۱۱۸۹ تا ۱۱۹۴ میلادی بود. وی پسر راجر سوم بود که لچه متولد شد. وی پس از مدتی توانست همانند پدربزرگش، راجر دوم، دوک لچه شود. وی در جریان جنگ صلیبی سوم و سفر ریچارد یکم به سمت شرق، با وی درگیر شد اما بعد از شکستی که از وی خورده، مجبور به قبول معاهده‌ای با وی شد.